# Envermeu
Envermeu é uma comuna francesa na região administrativa da Normandia, no departamento de Sena Marítimo. Estende-se por uma área de 14,63 km². Em 2010 a comuna tinha 2 229 habitantes (densidade: 152,4 hab./km²).